# هاندلي بيج هينايدي
هاندلي بيج هينايدي  (بالإنجليزية: Handley Page Hinaidi)‏ هي قاذفة قنابل أنتجت في بريطانيا. من صناعة هاندلي بيج. كانت تستخدم بشكل أساسي من قبل سلاح الجو الملكي. كان أول طيران لها في 26 مارس 1927. دخلت الخدمة في 1929، صنع منها 36 طائرة.